# Fraccionamiento los Laureles, Morelos
Fraccionamiento los Laureles är en ort i Mexiko.   Den ligger i kommunen Xochitepec och delstaten Morelos, i den sydöstra delen av landet, 80 km söder om huvudstaden Mexico City. Fraccionamiento los Laureles ligger 1 126 meter över havet och antalet invånare är 398.
Terrängen runt Fraccionamiento los Laureles är platt åt sydväst, men åt nordost är den kuperad. Terrängen runt Fraccionamiento los Laureles sluttar söderut. Runt Fraccionamiento los Laureles är det tätbefolkat, med 591 invånare per kvadratkilometer. Närmaste större samhälle är Jiutepec, 15,1 km norr om Fraccionamiento los Laureles. Omgivningarna runt Fraccionamiento los Laureles är en mosaik av jordbruksmark och naturlig växtlighet.